# Кармона, Хорхе
Хо́рхе Кармо́на Ри́ос (исп. Jorge Carmona Ríos; 1969, Медельин — 13 октября 2005, там же) — колумбийский футболист, полузащитник, наиболее известен по выступлениям за «Атлетико Насьональ», с которым в 1989 году завоевал Кубок Либертадорес.

## Биография
Хорхе Кармона Риос начинал играть в футбол за команду Папского боливарианского университета. В середине 1980-х годов он стал профессионалом и дебютировал в Высшем дивизионе чемпионата Колумбии за команду «Индепендьенте Медельин».
В 1989 году Кармона перешёл в другую команду Медельина, «Атлетико Насьональ», где провёл самые яркие свои годы в профессиональной карьере. В том же году он помог команде впервые в истории колумбийского футбола выиграть Кубок Либертадорес. В 1991 году стал победителем чемпионата Колумбии. Отличался на поле своей техникой, довольно рано закончил карьеру. В 1985 году в составе юношеской сборной Колумбии участвовал в чемпионате Южной Америки для футболистов не старше 16 лет, проходившем в Аргентине. За взрослую сборную не выступал.
По окончании карьеры футболиста Хорхе Кармона стал заниматься бизнесом по продаже автомобилей и разведением лошадей.
В ночь на 13 октября 2005 года Хорхе Кармона и его партнёр по бизнесу, дрессировщик лошадей Эрнан Алонсо Альварес Веласкес погибли от рук неизвестных преступников. Автомобиль, в котором ехали Кармона и Веласкес, стали преследовать двое убийц, после чего применили боевые пистолеты калибра 9 мм. Два выстрела попали в голову Кармоне. Полиция выдвинула несколько версий причины убийства бывшего спортсмена — личная месть, его возможные (но недоказанные) связи с наркокартелями Медельина, а также его бизнес по продаже автомобилей.
Хорхе был другом Фаустино Асприльи, одного из лучших колумбийских футболистов XX века. Брат Хорхе, Джон Хаиро Кармона, также был футболистом, возглавлял «Атлетико Насьональ» в 1995 году в качестве тренера. На момент смерти брата Джон Хаиро был помощником тренера «Индепендьенте Медельин».

## Достижения
- Чемпион Колумбии (1): 1991
- Обладатель Кубка Либертадорес (1): 1989